# Vi lever – när rocken kom från Gävle
Vi lever – När rocken kom från Gävle är en bok som gavs ut i november 2014 av författarna Peter Alzén (född 1963) och Anders Sundin (född 1960). Boken berättar om Gävleregionens (Gästrikland och Hälsinglands) musikliv mellan åren 1970 och 1990. Bland annat medverkar band som Mora Träsk, Thomas Di Leva, Tomas Ledin, Monica Törnell, PF Commando, Kicki Moberg, Mobben och Traste Lindéns Kvintett. Förordet är skrivet av kulturskribenten, musikern och författaren Mikael Strömberg och efterordet av kulturjournalisten, kritikern och musikern Martin Aagård.
Boken fick goda recensioner av Arbetarbladet och Gefle Dagblad och författarna tilldelades Gävle kommuns kulturpris 2015 och Region Gävleborgs kulturstipendium samma år för denna.
Bilder ur boken visades på Länsmuseet i Gävleborg juli–oktober 2015 under namnet "Vi lever – fotoutställningen". I november 2015 gav författarna också ut soundtracket till boken på cd, "Vi lever – 20 klassiker från Gävle".
År 2016 gavs Vi lever – 20 klassiker från Gävle ut på en dubbelvinyl av författarduon Erik Axl Sunds (Jerker Eriksson och Håkan Sundquist) skivbolag, EAS 002.
I november 2018 följer Peter Alzén och Anders Sundin upp med bok nummer två, ”Vi lever – En ny tid här här” som berättar om Gävleregionens (Gästrikland och Hälsinglands) musikliv mellan åren 1990 och 2010. Bland annat medverkar band som Doktor Kosmos, Nordman, The Refreshments, Mina Stora Sorg, Rolfcarlwerner och Larry Forsberg.
Förordet är även den här gången skrivet av Mikael Strömberg och efterordet av artisten och skribenten Frida Scar.
Även "Vi lever - En ny tid är här” får positiva recensioner av Arbetarbladet och Gefle Dagblad
Maj 2023 öppnar utställningen ”Vi lever: 50 år på Folkparken - Från Charlie Parker till Kent” på Länsmuseet i Gävleborg som Sundin och Alzén producerat. Den visar bilder på band och artister från hela världen som kom till folkparken i Gävle mellan 1950 och 2000 för att spela. 
Allt bygger på ett unikt bildmaterial som dokumenterar hundratals kända artister och band som uppträdde där genom decennierna, från Charlie Parker 1950, via Abba 1973, Motörhead 1985 till Kent 2000. 
Anders Sundin och Peter Alzén har då även tagit Gefle Dagblad-journalisten Jan Sundström (född 1958) till sin hjälp.
Utställningen backas upp med en utställningskatalog/bok med samma namn. 
Förord av kulturjournalisten Gunilla Kindstrand och efterord Mikael Strömberg. 
Utställningen får goda recensioner och visar förutom foton, instrument från den tiden och några av Lill-Babs scenklänningar och klänningen Siv Åbergs bar när hon vann Fröken Sverige-tävlingen i maj 1964. 

### Fotnoter
1. 1 2 3  ”Läs! Även om du inte är från Gävle”. arbetarbladet.se. 13 november 2014. Arkiverad från originalet den 10 december 2015. https://web.archive.org/web/20151210212337/http://www.arbetarbladet.se/kultur/las-aven-om-du-inte-ar-fran-gavle. Läst 8 december 2015.
2. ↑  ”Bokrec: Ett praktverk som skildrar epoken då musiklivet i Gävle exploderade”. gd.se. 13 november 2014. Arkiverad från originalet den 10 december 2015. https://web.archive.org/web/20151210212648/http://www.gd.se/kultur/bocker/bokrec-ett-praktverk-som-skildrar-epoken-da-musiklivet-i-gavle-exploderade. Läst 8 december 2015.
3. ↑  ”Peter Alzén och Anders Sundin får Gävle kommuns kulturpris”. svt.se. http://www.svt.se/nyheter/regionalt/gavleborg/peter-alzen-och-anders-sundin-far-gavle-kommuns-kulturpris. Läst 8 december 2015.
4. ↑  ”Lassgård och Lagerqvist får kulturpris”. arbetarbladet.se. Arkiverad från originalet den 10 december 2015. https://web.archive.org/web/20151210182455/http://www.arbetarbladet.se/gastrikland/gavle/lassgard-och-lagerqvist-far-kulturpris. Läst 8 december 2015.
5. ↑  ”1-2-3-4!-kulturhistoria”. arbetarbladet.se. Arkiverad från originalet den 10 december 2015. https://web.archive.org/web/20151210181409/http://www.arbetarbladet.se/kultur/konst/1-2-3-4-kulturhistoria. Läst 8 december 2015.
6. ↑  ”Vi lever-skivan visar på jävlaranamman i Gävles musikliv”. gd.se. Arkiverad från originalet den 10 december 2015. https://web.archive.org/web/20151210181231/http://www.gd.se/noje/musik/vi-lever-skivan-visar-pa-javlaranamman-i-gavles-musikliv. Läst 8 december 2015.
7. ↑  ”Norrlandspris till Rolfcarlwerner”. gd.se. 8 maj 2017. Arkiverad från originalet den 27 december 2018. https://web.archive.org/web/20181227230606/https://www.gd.se/artikel/kultur/norrlandspris-till-rolfcarlwerner. Läst 27 december 2018.
8. ↑  ”Frida Scar – Gävles rappaste tunga”. arbetarbladet.se. 15 november 2013. Arkiverad från originalet den 27 december 2018. https://web.archive.org/web/20181227230452/https://www.arbetarbladet.se/artikel/musik/frida-scar-gavles-rappaste-tunga. Läst 27 december 2018.
9. ↑  ”Recension: Därför är nya "Vi lever"-boken ännu viktigare än den första”. arbetarbladet.se. 2 november 2018. https://www.arbetarbladet.se/logga-in/recension-darfor-ar-nya-vi-lever-boken-annu-viktigare-an-den-forsta. Läst 27 december 2018.
10. ↑  ”Recension av "Vi lever"-boken: Lika personligt, dynamiskt och mångfacetterat som Gävles musikliv”. gd.se. 4 november 2018. https://www.gd.se/logga-in/recension-av-vi-lever-boken-lika-personligt-dynamiskt-och-mangfacetterat-som-gavles-musikliv. Läst 27 december 2018.
11. ↑  Sundin, Anders (2023). Vi lever: 50 år på Folkparken: från Charlie Parker till Kent (Första upplagan). Sundin Sport & Kultur. ISBN 978-91-527-4938-8. Läst 27 september 2024